# Martin Hepp
Martin Hepp (* 1971) ist ein deutscher Wirtschaftswissenschaftler.

## Leben
Von 1994 bis 1997 erwarb er das Vordiplom, Betriebswirtschaft und Unternehmensführung, an der Universität Würzburg und von 1997 bis 1999 den Abschluss als Diplom-Kaufmann, Betriebswirtschaft und Unternehmensführung, in Würzburg, Hauptfächer: Management-Informationssysteme, Operations Research, Recht. Nach der Promotion (2000–2003), Wirtschaftsinformatik, Universität Würzburg, summa cum laude Dissertation: Produktklassifikationssysteme als Problem der semantischen Standardisierung Prüfungsausschuss: Rainer Thome, Marcus Spies und der Habilitation (2005–2008) (venia legendi) für Informationssysteme an der Universität Würzburg Habilitationsschrift: SWEEP – Semantic Web Environment für E-Procurement (kumulative Arbeit), Habilitationsausschuss: Rainer Thome, Ronald Bogaschewsky, Matthias Schumann lehrte er von 2007 bis 2009 als Professor für Informatik an der Universität Innsbruck und seit 2008 als Professor für Allgemeine Betriebswirtschaftslehre, insbesondere Web Science und Digitalisierung an der Universität der Bundeswehr München.

## Schriften (Auswahl)
- Güterklassifikation als semantisches Standardisierungsproblem. Wiesbaden 2003, ISBN 3-8244-7932-X.
- als Herausgeber mit Heiko Schinzer: Electronic Commerce und Electronic Business. Mehrwert durch Integration und Automation. München 2005, ISBN 3-8006-2824-4.
- als Herausgeber mit Jorge Cardoso und Miltiadis Lytras: The Semantic web. Real-world applications from industry. New York 2008, ISBN 0-387-48530-9.
- als Herausgeber mit Pieter De Leenheer, York Sure und Aldo de Moor: Ontology management. Semantic web, semantic web services, and business applications. New York 2011, ISBN 978-1-4419-4349-1.
- Jetzt mach' ich meinen eigenen Laden auf: erfolgreich selbstständig im Handel ISBN 3478852900